# Burbank (Ohio)
Burbank és una població dels Estats Units a l'estat d'Ohio. Segons el cens del 2000 tenia 279 habitants.

## Demografia
Segons el cens del 2000, Burbank tenia 279 habitants, 103 habitatges, i 76 famílies. La densitat de població era de 326,4 habitants per km².
Dels 103 habitatges en un 34% hi vivien nens de menys de 18 anys, en un 56,3% hi vivien parelles casades, en un 10,7% dones solteres, i en un 26,2% no eren unitats familiars. En el 17,5% dels habitatges hi vivien persones soles el 7,8% de les quals corresponia a persones de 65 anys o més que vivien soles. El nombre mitjà de persones vivint en cada habitatge era de 2,71 i el nombre mitjà de persones que vivien en cada família era de 2,97.
Per edats la població es repartia de la següent manera: un 26,2% tenia menys de 18 anys, un 10,4% entre 18 i 24, un 31,9% entre 25 i 44, un 21,1% de 45 a 60 i un 10,4% 65 anys o més.
L'edat mediana era de 34 anys. Per cada 100 dones de 18 o més anys hi havia 110,2 homes.
La renda mediana per habitatge era de 39.375 $ i la renda mediana per família de 39.375 $. Els homes tenien una renda mediana de 30.313 $ mentre que les dones 23.393 $. La renda per capita de la població era de 17.557 $. Aproximadament el 6,8% de les famílies i el 7,2% de la població estaven per davall del llindar de pobresa.

## Poblacions més properes
El següent diagrama mostra les poblacions més properes.